# M88
M88 (NGC 4501) e спирална галактика, разположена по посока на съзвездието Косите на Вероника.
Открита е от Шарл Месие през 1781 г.
Ъгловите ѝ размери са 6′.9 × 3′.7. Видимата ̀и звездна величина е +10.4, а разстоянието до нея е 47 млн. св.г..